# Manoir de Lébioles

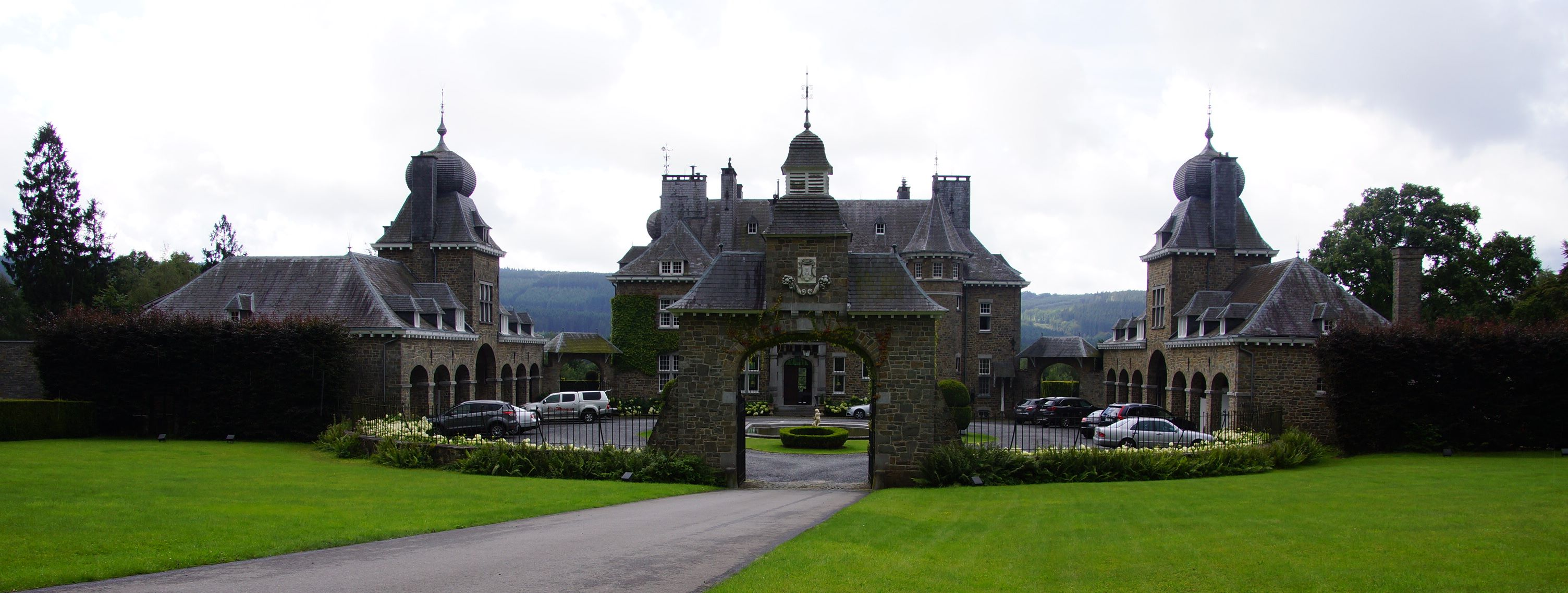
Manoir de Lébioles

Das Manoir de Lébioles ist ein schlossartiges Herrenhaus in Creppe, einem Stadtteil von Spa in Belgien. 1918 legte Wilhelm II. hier die deutsche Kaiserkrone nieder.
Das Manoir wurde zwischen 1905 und 1910 im Auftrag des Diplomaten Georges Neyt (1842–1910) errichtet, der es vor seinem Ableben nur kurzzeitig bewohnen konnte. Neyts Erben verkauften das malerische als „Kleines Versailles der Ardennen“ bekannt gewordene Haus 1912 an den Lütticher Geschäftsmann Edmond Dresse, der 1926 in Anlehnung an ihren Landsitz der Titel „Dresse Lébioles“ zugesprochen wurde. Die Familie bewohnte das Manoir – mit Unterbrechungen bis 1981.
Während des Ersten Weltkriegs wurde das Haus zeitweise von der deutschen Besatzungsregierung requiriert und diente als Unterkunft für hochrangige Gäste.
1945 wurden zeitweise einige hochrangige Kriegsgefangene der Alliierten, darunter Franz von Papen und Admiral Horthy, im Manoir de Lébioles interniert. Von hier wurden die Internierten im Mai 1945 nach Bad Mondorf nahe Luxemburg verbracht, wo im Grand Hotel der Stadt sämtliche politische und militärische Führer des Dritten Reiches untergebracht wurden, die für eine Verurteilung wegen Kriegsverbrechen in Frage kommen konnten.
Edmond Dresses Sohn Armand Dresse und seine Enkeltochter Liliane Dresse ließen das Gebäude kontinuierlich aus- und umbauen und renovieren. Insbesondere Liliane Dresse stellte die Räumlichkeiten für zahlreiche Veranstaltungen wie Schauspiele des nationalen Theaters von Belgien, Jagden, Konzerte und Galen zur Verfügung. 1980 wurde das Manoir an die Société Immobilière de Belgique verkauft, die es noch im selben Jahr an eine Hoteliersfamilie veräußerte, die es in ein Hotel umwandelte („Hotel de Charme“). Nachdem diese das Gebäude 1999 wiederum verkauft hatte, verfiel es einige Jahre, wurde zuletzt aber wieder in Stand gesetzt (Wiederherstellung historischer Bausubstanz, neue Verglasung, Neuanlage der Gärten etc.).